# Принцип добросовісності
Принцип добросовісності — загальноправовий принцип, який передбачає необхідність сумлінної та чесної поведінки суб'єктів при виконанні своїх юридичних обов'язків і здійсненні своїх суб'єктивних прав.
У суб'єктивному значенні добросовісність може розглядатися як усвідомлення суб'єктом власної сумлінності та чесності при здійсненні ним прав і виконанні обов'язків. Добросовісність — це певне стримування егоїзму в юридичних відносинах.

## Історичні джерела принципу
Принцип добросовісності має багатовікову історію: ґрунтується на відомій ще римському праву доктрині добросовісності (bona fides), що протиставлена злому умислу (dolus malus), і знайшов своє втілення у приписах чесно жити, не завдавати шкоди іншому, віддавати кожному належне (Honeste vivere, alterum non laedere, suum cuique tribuere).
Підкреслюється, що категорія «добросовісність» має моральну природу, представляючи стан чесності, сумління, порядності, передбачаючи переконаність в необхідності ретельного виконання соціальних обов'язків, повагу до інших, нездатність до низьких вчинків.
Отже, добросовісність — це «відкрита» норма абстрактного характеру, що наповнюється конкретним змістом унаслідок її застосування в певних обставинах; як правило, вона не може бути визначена поза контекстом конкретних відносин.

## Значення в правовому регулюванні
Категорія «добросовісність» має важливе значення в правовому регулюванні:
• По-перше, вона є тією загальнолюдською цінністю, без якої право (так само, як і будь-який інший соціальний регулятор) не може ефективно функціонувати. Принцип добросовісності містить вимоги, які допомагають зняти або пом'якшити недоліки абстрактної і формальної природи права, наблизити його до ідеалів справедливості, рівності, свободи й гуманізму. Цей принцип лежить в основі механізмів самозахисту правової системи, які забезпечують повагу до її кінцевих цілей і дозволяють їй коригувати відхилення, що викликані використанням юридичних правил у тих випадках, коли існує порушення духу права при відповідності його букві. Тому добросовісність — це також реалізація прав і дотримання обов'язків не лише відповідно до букви права, але й відповідно до його духу.
• По-друге, як принцип права, вона виконує в системі права традиційні функції. Наприклад, добросовісність може використовуватися для посилення аргументації при обґрунтуванні судового рішення. Крім того, цей принцип виконує коригуючу (виправну) функцію і може бути підставою для настання несприятливих наслідків
• По-третє, добросовісність виступає як принцип тлумачення. Наприклад, вона є одним із принципів тлумачення міжнародних договорів. Тлумачення юридичного акта на основі принципу добросовісності означає суворо об'єктивний, без ознак свавілля, зловживання правом і спроб отримати незаконні переваги, підхід до з'ясування й уточнення намірів його із метою забезпечення найповнішого та беззаперечного виконання всіх його приписів.
• По-четверте, добросовісність виступає як одна з основних вимог до застосування права. Особливо важливе значення вимога добросовісності має в судовій діяльності. Справедливо вважається, що при вирішенні кожної справи суддя звертається до неписаного-морального-закону, голосу своєї совісті. Отже, добросовісність є однією зі складових соціальних стандартів професійної суддівської діяльності й поведінки.
• По-п'яте, вона лежить в основі важливих правових презумпцій. Так, у приватному праві існує презумпція добросовісності поведінки особи, у публічному — презумпція добросовісності законодавця. Також обґрунтовується існування презумпції процесуальної добросовісності — вважається, поки не доведено інше, що особи, які беруть участь у справі, користуються процесуальними правами добросовісно.
• По-шосте, ідея добросовісності втілюється в низці інститутів права. Наприклад, англо-американській системі права і міжнародному праву відомий інститут естопелю (від англ. estoppel — відхилення, позбавлення права заперечувати).

## Зміст принципу добросовісності
У принципі добросовісності можна виділити два аспекти:
• добросовісність при реалізації прав і повноважень, яка втілюється в кількох різних концепціях:
— неприпустимості зловживання правом, яку зазвичай виводять із конституційних положень, згідно з якими здійснення прав та свобод людини не повинне порушувати права та свободи інших осіб. Зловживання правом — це свого роду спотворення права. У цьому випадку особа надає своїм діям повну видимість юридичної правильності, використовуючи насправді свої права в цілях, які є протилежними тим, що переслідує позитивне право.
— заборони обходу закону, тобто ухилення від застосування обов'язкового правила шляхом використання легального засобу, але з явно шахрайськими намірами. Обхід закону передбачає свідоме створення суб'єктами права певного фактичного складу (чи утримання від його створення) з метою забезпечити щодо себе дію одного правового припису та/чи не допустити дію іншого. Він відрізняється від зловживання правом тим, що зловживання передбачає використання заздалегідь передбачених прерогатив, тоді як обхід втілюється не у використанні вже визнаного права, а в ухиленні від юридичного правила з метою отримати право, яким цей суб'єкт не володіє.
— добросовісної помилки, яка трапляється тоді, коли суб'єкт безневинно помиляється при оцінці своєї поведінки як правомірної. Іншими словами, особа є добросовісною, коли не знає і не може знати, що її поведінка є протиправною.
• добросовісність при виконанні юридичних обов'язків повинна мати місце як при виконанні договору (дії сторін мають виключати обман, скритність, угода має бути виконана відповідно до її мети й об'єкта, сторони мають прагнути максимально точно виконати зміст зобов'язань, дотримуючись умов щодо строків, якості, місця виконання тощо), так і виконанні інших (недоговірних) обов'язків. Значення добросовісності при виконанні своїх зобов'язань зростає ще більше, якщо враховувати результати соціально-психологічних досліджень відносин кредиторів і боржників. На їх підставі можна зробити припущення, що для добросовісного виконання договору вольова установка сплатити часто є більш значущою, ніж економічна платоспроможність.
Найчастіше принцип добросовісності «освоюється» суддями у нормах цивільного законодавства щодо договірних зобов'язань. Зокрема, визначальним є той факт, що посилання на принцип добросовісності було використане Конституційним Судом України при винесенні відомого рішення у справі «про охоронюваний законом інтерес» (від 1 грудня 2004 р. № 18-рп/2004).
Фактично у цьому рішенні Суд визначив, що добросовісність, як загальноправовий принцип, є одним з критеріїв для визначення того, чи є будь-який інтерес «охоронюваним законом», тобто самостійним об'єктом судового захисту.
Важливість такого висновку для розвитку принципу добросовісності в судовій практиці важко переоцінити, оскільки тепер суди України, розглядаючи будь-який спір, в якому заявлено про порушення охоронюваного законом інтересу (зокрема інтересу, охоронюваного актом цивільного законодавства), фактично зобов'язані на підставі рішення Конституційного Суду аналізувати питання про те, чи направлений такий інтерес на задоволення індивідуальних і колективних потреб, які, в тому числі, мають не суперечити принципу добросовісності.